# 佛学
佛學（英語：Buddhology），對釋迦牟尼與佛陀學說的研究，主要集中在對於佛教經典的整理與註疏上。它有時被等同於現代的佛教研究，但通常使用在較傳統的研究方法上。在不同佛教傳統中，產生許多不同的學派。
近代中國著名的佛學研究者，有太虛法師、印順法師、梁啟超、歐陽竟無與呂澂等人。
亦有不少學校會以佛學作為科目教授。以香港為例，更有以專門傳授佛教知識的佛學社。

## 宗派
佛教宗派大致分為漢傳佛教、藏傳佛教和南傳佛教。不同宗派，所依據的經典研究也有所不同。

### 漢傳佛教
漢傳佛教指以漢字記載經典或漢字文化圈的佛教，與南傳佛教、藏傳佛教形成世界上現存的三大佛教傳統。漢傳佛教主要流傳於中國大陸、朝鮮半島、台灣、日本與越南等地。當中漢傳佛教亦分為佛教十宗。

#### 中國佛教十宗
中國佛教十宗可區分為大乘八宗及小乘二宗。

##### 大乘八宗
- 密宗

見下文：藏傳佛教
- 禪宗

禪宗不注重經典權威，提倡禪修，但亦會依據《金剛經》、《六祖壇經》、《圓覺經》、《維摩詰經》來修行。
- 淨土宗

淨土宗不注重經典權威，提倡念佛法門，但亦強調專依淨土五經一論：《阿彌陀經》、《觀無量壽經》、《無量壽經》、《《華嚴經》「普賢菩薩行願品」》、《楞嚴經》「大勢至菩薩念佛圓通章」、《往生論》。
- 唯識宗

唯識宗則以《唯識三十頌》、《成唯識論》、《解深密經》作為經典研究。
- 三論宗

以研究《中論》、《十二門論》、《百論》而著稱。
- 華嚴宗

華嚴宗以《華嚴經》為最高經典
- 律宗

律宗以《十誦律》、《四分律》、《摩訶僧祇律》、《五分律》和《毗尼母論》、《摩得勒伽論》、《善見律毗婆沙》、《薩婆多論》、《明了論》，為基本經典，通稱「四律五論」。
- 天台宗

天台宗則以《妙法蓮華經》為根本依據
大乘八宗有著名詩偈簡介了八大宗派的特色：「密富禪貧方便淨，唯識耐煩嘉祥空，傳統華嚴修身律，義理組織天台宗。」

#### 小乘二宗
- 俱舍宗

以《俱舍論》為主要經典
- 成實宗

以研習《成實論》為主的佛教學派

### 藏傳佛教
藏傳佛教，依據宗喀巴大師《密宗道次第廣論》，分為四部：事續（所作怛特羅） 、行續（行怛特羅）、 瑜伽續（瑜伽怛特羅）、無上瑜伽續（無上瑜伽怛特羅）。漢傳的三部，與藏傳的前三部相當：雜密，相當於事續；胎藏界，相當於行續；金剛界，則相當於瑜伽續。無上瑜伽續經典大多未傳入漢傳佛教。

### 南傳佛教
南傳佛教以《巴利三藏》作為經典依據，分为律藏、经藏和论藏三大部分。南傳佛教認為這些都是「佛語」。
1. 律藏，是有关佛教教规和戒律的经文汇编，分为《经分别》、《犍度》和《附随》三部分。
2. 经藏，是佛陀宣传教义的经文汇编。为五部尼迦耶：《长部》、《中部》、《相应部》、《增支部》和《小部》。
3. 论藏，为有关总结和阐述各种佛教教义或概念的经文汇编。其中有七部：《法集论》、《分别论》、《界论》、《人施设论》、《论事》、《双论》和《发趣论》，经文通常用教义对答形式描述。

## 外部連結
- 吳汝鈞：〈後期印度佛學的融合轉向 （页面存档备份，存于）〉。